# Spinetinglers
Spinetinglers è una collana di racconti dell'orrore per ragazzi, composta da 30 volumi scritti da diversi autori sotto lo pseudonimo M.T. Coffin.
La collana è stata pubblicata negli Stati Uniti d'America dalla casa editrice HarperCollins fra il 1995 e il 1998. Sono stati tradotti in lingua italiana solo quattro volumi della serie, pubblicati da Sperling & Kupfer nella collana Narrativa Junior.

## Elenco dei libri
1. The Substitute Creature
2. Billy Baker's Dog Won't Stay Buried
3. My Teacher's a Bug - Il mio Prof. è un insetto
4. Where Have All the Parents Gone? - Mia mamma è un'aliena
5. Check it Out - and Die!
6. Simon Says, "Croak!
7. Snow Day - Pupazzo di neve
8. Don't Go To the Principal's Office
9. Step on a Crack
10. The Dead Kid Did It
11. Fly By Night
12. Killer Computer
13. Pet Store
14. Blood Red Eightball
15. Escape from the Haunted Museum
16. We Wish You a Scary Christmas
17. The Monster Channel
18. Mirror, Mirror
19. Boogey's Back for Blood
20. Lights, Camera, Die!
21. Camp Crocodile
22. Student Exchange
23. Gimme Back My Brain
24. Your Turn -- to Scream
25. Curse of the Cheerleaders
26. Wear and Scare
27. Lizard People
28. Circus F.R.E.A.K.S.
29. My Dentist is a Vampire - Il mio dentista è un vampiro
30. Saber-Toothed Tiger